# 朱赓
朱賡（1535年—1608年），字少欽，號金庭，浙江紹興府山陰縣（今屬紹興市）人。明朝重臣，官至內閣首輔。

## 生平
生於明世宗嘉靖十四年（1535年），嘉靖四十年（1561年）浙江鄉試第八十四名，明穆宗隆慶二年（1568年）戊辰科會試第三十名，廷試二甲七十五名進士，改庶吉士，四年三月授編修，补充《明世宗肃皇帝实录》纂修官。萬曆初升修撰，四年六月充《大明會典》纂修官。五年八月升侍讲，六年（1578年）二月，以侍读为经筵日讲官。時宫中大興土木，建苑囿，朱赓主讲《宋史》，极言“花石綱”之害。
萬曆八年五月与左諭德陳經邦典試武舉，十年七月升左春坊左谕德兼翰林院侍读，八月与侍讲韩世能主考顺天乡试，九月升左庶子，十一年二月改侍读学士，掌翰林院事，九月升礼部右侍郎，仍兼侍读学士，经筵日讲照旧，十二年四月晋左侍郎，十三年四月充会典副总裁，十四年改任吏部左侍郎，十五年二月以大典告成，加太子宾客，十六年九月累官禮部尚書，兼翰林院学士，十七年七月丁内艰去职。
萬曆二十二年（1594年）六月起掌詹事府印，二十九年九月与沈鲤一同起復，命兼東閣大學士，参预机务，三十年四月行取到京，七月加太子少保，任内极言矿税之害，又献守成、遣使、权宜三论。當時沈一貫、沈鯉相繼罷相，唯有朱賡朝綱獨斷。萬曆三十六年（1608年），因萬曆怠政，明神宗已多年未上朝，朱赓連日上疏，但十不能一回，朱赓與群臣乃素服至文華門長跪恳请，终不得命。被御史宋燾等相繼彈劾，乃以疾乞休。是年（1608年）冬十一月壬子，卒於官，享年七十四，赠太保。諡文懿。《明史》有傳。

## 著作
有《文懿公集》十二卷。《经筵日讲》、《章奏疏》、《敦庸堂集》。

## 家族
曾祖朱魁，壽官。祖父朱廷瓚。父朱公節，知州。母陸氏，繼母葉氏。慈侍下。兄朱應，萬曆癸未進士，官刑部主事。弟朱庶、朱度、朱席、朱廈。
子五：长子朱敬循，右通政；次敬复，封中书舍人；次敬德；次敬衡、敬徽。